# Agakhi
Mohammed Reza Agakhi, ou Mouhammad Riza Ogahiy (1809-1874), est un homme de lettres et historien ouzbek chroniqueur officiel (mirab) de la cour des khans de Khiva.

## Biographie
Agakhi est le neveu du poète et historien Mounis Khorezmi. Il appartient à l'aristocratie de la tribu ouzbèke des Youz. Il sert à la cour des khans de Khiva en tant que chroniqueur de la cour et échanson.
Il poursuit la charge de son prédécesseur en écrivant une histoire du Khorezm, jusqu'en 1872.

## Œuvre

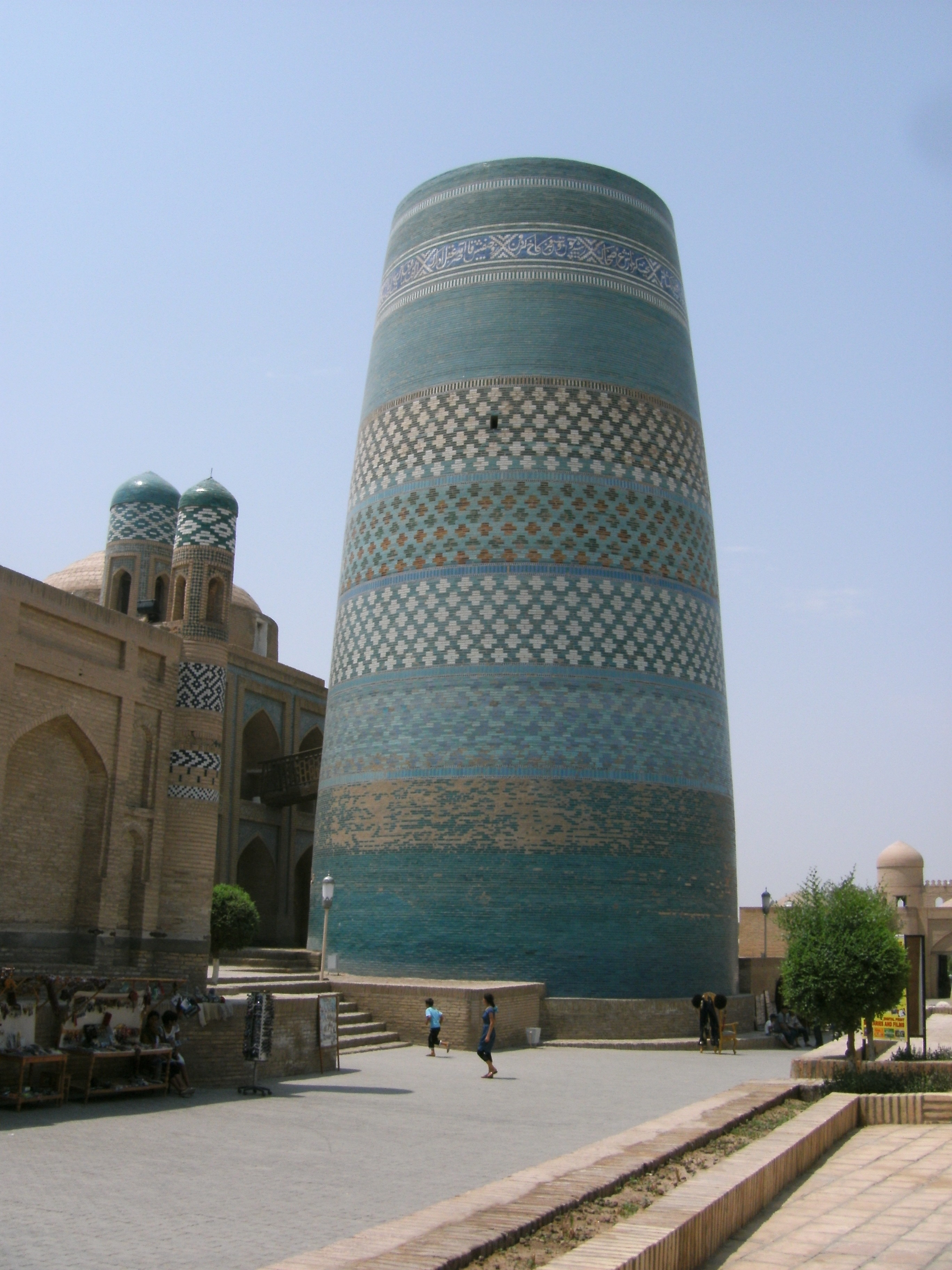
Le minaret Kalta Minor de Khiva, dont Agakhi relate la construction (1852-1855).

Agakhi est l'auteur de travaux historiques à l'orientale, concernant l'histoire du Khorezm au travers des règnes des khans successifs. Ces chroniques sont intitulées « Riyaz oud-davla » (Les Jardins de la prospérité), « Zoubdat out-tavarih » (Annales abrégées), « Djami oul-vakiati sultani » (Recueil des faits des sultans) « Goulchani davlat » (Le Parterre du bonheur) et « Châhid oul-iqbal » (Le Témoin du bonheur). Son ouvrage Les Jardins de la prospérité est consacré à l'histoire du Khorezm de 1825 à 1842 (correspondant au règne d'Alla Kouli Khan); Les Chroniques abrégées traitent des années 1843 à 1846, sous le règne de Rahim Kouli Khan et les premiers mois du règne de Mohammed Amin Khan. Le Recueil des faits des sultans est consacré à l'histoire du Khorezm de 1846 à 1855 et Le Parterre du bonheur aux années 1855-1865. La dernière chronique, Le Témoin du bonheur, traite des années 1865-1872 correspondant à la première partie du règne de Mohammed Rahim Khan II.
Ses vers en ouzbek (langue turque) et en tadjik (langue persane) abordent des thèmes ayant trait à la vie des habitants et se font parfois l'écho de mécontentements dus à l'hypocrisie. Dans son diwan lyrique Le Talisman des amoureux, Agakhi atteint une grande subtilité dans l'expression des sentiments humains.
En plus de son œuvre, Agakhi traduisit du persan en ouzbek une vingtaine d'ouvrages de la littérature orientale classique et historique (dont le Goulistan de Saadi).
L'historien Bayani lui succède à la cour en 1872. Agakhi meurt à Khiva en 1874, quelques mois après la signature du traité de paix entre la Russie impériale et le khanat de Khiva instituant un protectorat russe sur le khanat.

## Traduction de son œuvre
Les chroniques et poésies d'Agakhi ont été traduites en russe à partir de la fin du XIXe siècle. La traduction de son œuvre complète la mieux documentée jusqu'à aujourd'hui est celle de Naoum Grebnev et de Rouvim Moran parue à Tachkent en 1984 et publiée à 355 000 exemplaires.

## Source
- (ru) Cet article est partiellement ou en totalité issu de l’article de Wikipédia en russe intitulé « Агахи, Мухаммад Риза » (voir la liste des auteurs).